# Madelen Janogy
Madelen Janogy (Falköping, 1995. november 12. –) svéd női válogatott labdarúgó. A Hammarby IF támadója.